# محمد علی نسابه
سید محمد علی نسابه (زادهٔ ۱۲۹۱ خورشیدی، زرین دشت (حاجی‌آباد) – درگذشتهٔ ۱ مرداد ۱۳۶۹ خورشیدی) از علمای زرین دشت و داراب بود
در اصل زادگاه او شهر حاجی‌آباد از توابع شهرستان زرین‌دشت می‌باشد و شهر داراب محل زندگی و آرامگاه او است.

## شرح حال
وی در سن ۶ سالگی پدرش را از دست داد، اما برادر بزرگ او (سید احمد نسابه) سرپرستی او را به عهده گرفت. او پس از تحصیل مقدمات و دروس فارسی، به داراب رفته و تحصیلات خود را تا کتاب شرح لمعه ادامه داده و سپس به لارستان رفت. پس از چندی راهی نجف گردید و مدت ۱۷ سال در نجف و کربلا، در آنجا به تحصیل پرداخت‌در درس خارج فقه سید ابوالحسن اصفهانی شرکت کرد وازایشان اجازه اجتهاد دریافت نمود . وی در آنجا به اجتهاد دست یافت و پس از چندی جهت دیدار با بستگان خود به ایران آمد و وارد داراب شد و پس از مدتی به حاجی‌آباد (زرین دشت) رفته و مدتی در آنجا توقف نمود. در جریان ورود او به منطقه داراب و حاجی‌آباد، استقبال زیادی از وی به عمل آمد.
او پس از مدتی مجدداً به نجف بازگشت و به ادامه تحصیلات پرداخت. اهالی داراب، حاجی‌آباد و حومه با تقاضاها و نامه‌های بسیاری از او دعوت نمودند که به منطقه مراجعه نماید. او بالاخره به سفارش و توصیه‌های استادان خود بویژه محمد کاظم شیرازی، در سال ۱۳۳۲ وارد داراب گردید و در مسجد مرحوم ملاعلی اکبر، به تدریس علوم حوزوی و تربیت طلاب پرداخت. پس از توقف وی در داراب و ایجاد پایگاه علمی و فرهنگی، عده‌ای از علمای حوزه‌های علمیه از جمله محمد علی عندلیبی از قم و محمد حسن عندلیبی از نجف به داراب آمده و به تقاضای او، به تربیت و تدریس طلاب پرداخته و به امور دینی و مذهبی درحوزه علمیه داراب  مشغول گردیدند.

## استادان
- سید محمدهادی میلانی
- میرزا محمدکاظم شیرازی
- سید ابوالقاسم خوئی
- سید حسین طباطبایی قمی
- سید ابوالحسن اصفهانی

## فعالیتهای سیاسی
محمد علی نسابه به روح‌الله خمینی علاقه بسیار زیاد داشت و خود را پیرو و مطیع ولایت فقیه می‌دانست. وی در منطقه داراب، به روش خاص و بسیار ظریفی، جهت مرجعیت روح‌الله خمینی فعالیت می‌نمود. او در زمان مرجعیت سید محمود حسینی شاهرودی، به مردم سفارش می‌نمود که در مسائل و احکام احتیاطی، به سید روح الله خمینی رجوع نموده و فتاوا و دستورات شرعی او را انجام دهند. بدین صورت بود که پس از وفات سید محمود حسینی شاهرودی بسیاری از مردم، خود به خود سید روح الله خمینی را به عنوان مرجع تقلید خود انتخاب کردند.
در سال ۱۳۴۲ که خمینی دستگیر شد و نسابه به عنوان اعتراض به تهران رفته و در تحصنی که از طرف علمای شهرستانها انجام گرفته بود، شرکت نمود و از آن به بعد، در جهت آگاهی‌بخشی به مردم و مبارزه با حکومت شاه، فعالیتهای خود را شدت بخشید.
وی پس از ورود سید روح الله خمینی از فرانسه به ایران و پیروزی انقلاب اسلامی ایران و استقرار او در شهر قم، جهت دیدار و عرض تبریک با کاروان بسیار بزرگی به استقبال وی رفتند. حدود ۱۲ هزار نفر از مردم شهرستان داراب به همراه او به طرف قم حرکت نموده و ضمن استقبال از خمینی با وی بیعت نمودند. این مراسم در مدرسه فیضیه قم انجام گرفت.
به هنگام جنگ ایران و عراق نیز سید محمد علی نسابه مردم منطقه داراب را به دفاع فرا خواند که عده زیادی راهی جبهه‌ها شدند که از این عده در مراکز غیر شهری می‌توان به منطقه بزرگ جنت‌شهر و روستای زیرآب اشاره نمود.

## ساده زیستی
کلیه وجوهات منطقه زیر دست او بود ولی استفاده شخصی کمتر می‌کرد. زندگی خویش را با سادگی طی می‌نمود. مصرف ساده بدون اسراف. تا چند سال مانده به حیاتشان فرش منزلش حصیر بود، بزرگترین شخصیت‌ها که نیز وارد می‌شدند روی حصیر می‌نشستند. خانهٔ خشتی و گلی با فرش کم ارزش. معمولأ عصرها وقت ملاقات بود، در این مجلس پذیرائی وجود نداشت، نه میوه، نه چای و نه چیز دیگر. گاهی به عنوان مزاح می‌گفت: «شما به دیدار اموات آمده‌اید.» نوکر و کُلفت نداشتند. در امور خانه شرکت داشتند.

## درگذشت
سید محمد علی نسابه، پس از مدتی بیماری، در شب اول محرم سال ۱۴۱۱ هجری قمری مصادف با اول مرداد ماه سال ۱۳۶۹ هجری شمسی در بیمارستان قدیم داراب درگذشت. بدن او، پس از مراسم تشییع جنازه، در بیت خودش (حسینیهٔ نسابه) به خاک سپرده شد.